# Аполлон (баскетбольный клуб, Лимасол)
«Аполлон» — кипрский профессиональный баскетбольный клуб из города Лимасол, Кипр. Клуб ни разу не побеждал в домашнем первенстве.

## Сезоны
| Сезон   | Лига       | Уровень | Рег. Чемп. | Плей-Офф      | Еврокубки             |
| ------- | ---------- | ------- | ---------- | ------------- | --------------------- |
| 2012-13 | Дивизион А | 1       | 5          | Четвертьфинал | Гр.этап Еврочелленджа |